# 알렉산더 로슬린
알렉산데르 로슬린(Alexander Roslin 1718년 7월 15일 ~ 1793년 7월 5일)은 스웨덴 스코네, 프로이센 왕국 바이로이트, 프랑스 왕국 파리, 영국 런던, 사르데냐 왕국 로마, 러시아 제국 상트페테르부르크 등지에서 주로 귀족들을 그렸던 스웨덴 출신의 자화상 화가이다.

## 이력
그는 옷과 보석의 화려한 표현과 심리적인 묘사를 섞어 그린 것으로 유명하다.
그의 윤기가 흐르고 빛나는 그림 기법은 로코코 양식을 잘 보여준다. 1752년에서 1793년까지 프랑스에서 그의 그림 경력을 쌓으며 살았다. 알렉산더 로슬린가 쟌 소피 드 비뉴로 뒤 플레시스, 에그몬트 피나텔리 백작을 그린 그림은 미네아폴리스 미술관이 2006년 $300를 주고 구매했다.

## 주요 작품

The Lady with a Fan, The Artist's Wife
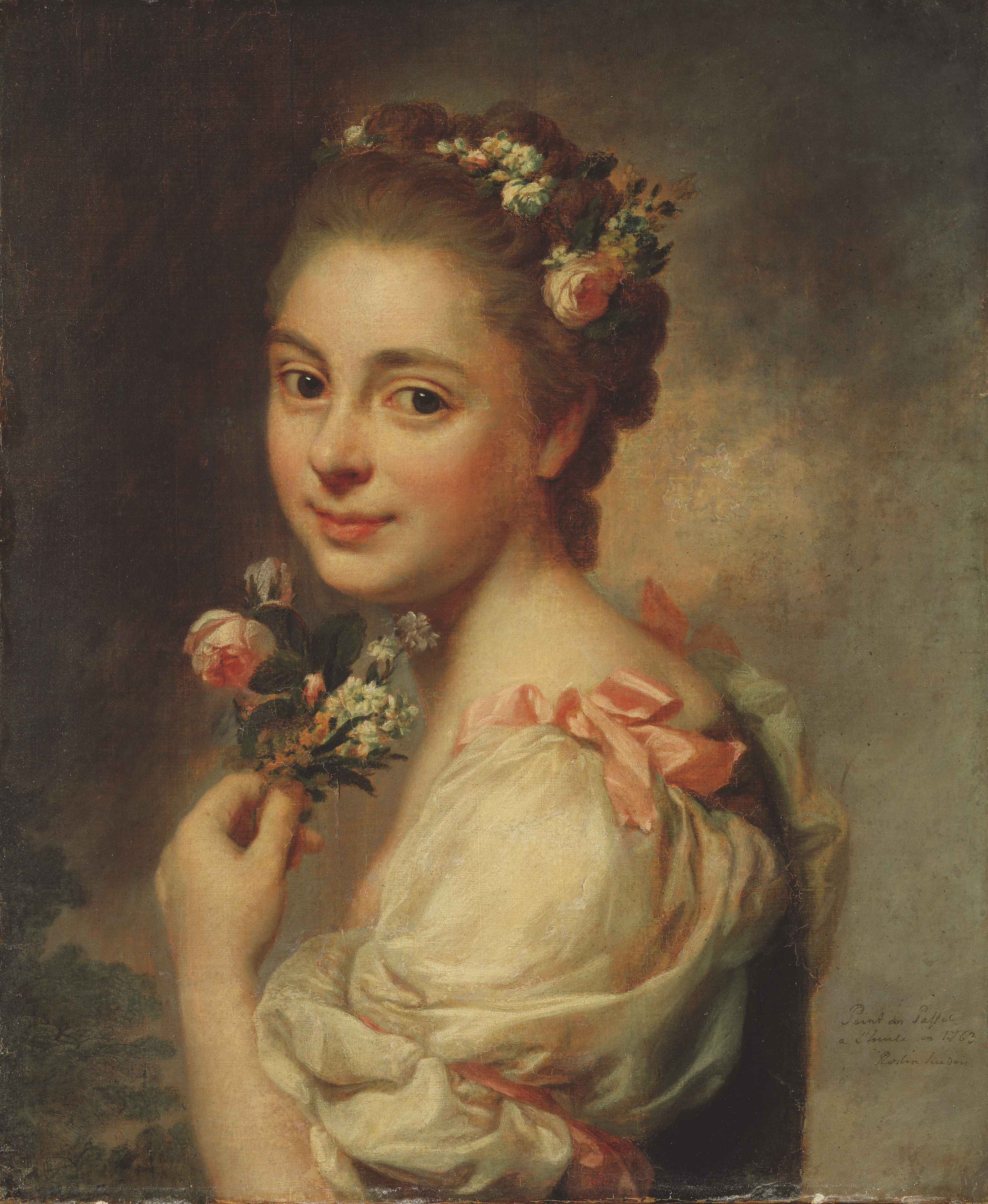
Portrait of the Artist's Wife Marie Suzanne, née Giroust